# Mercenarios suizos

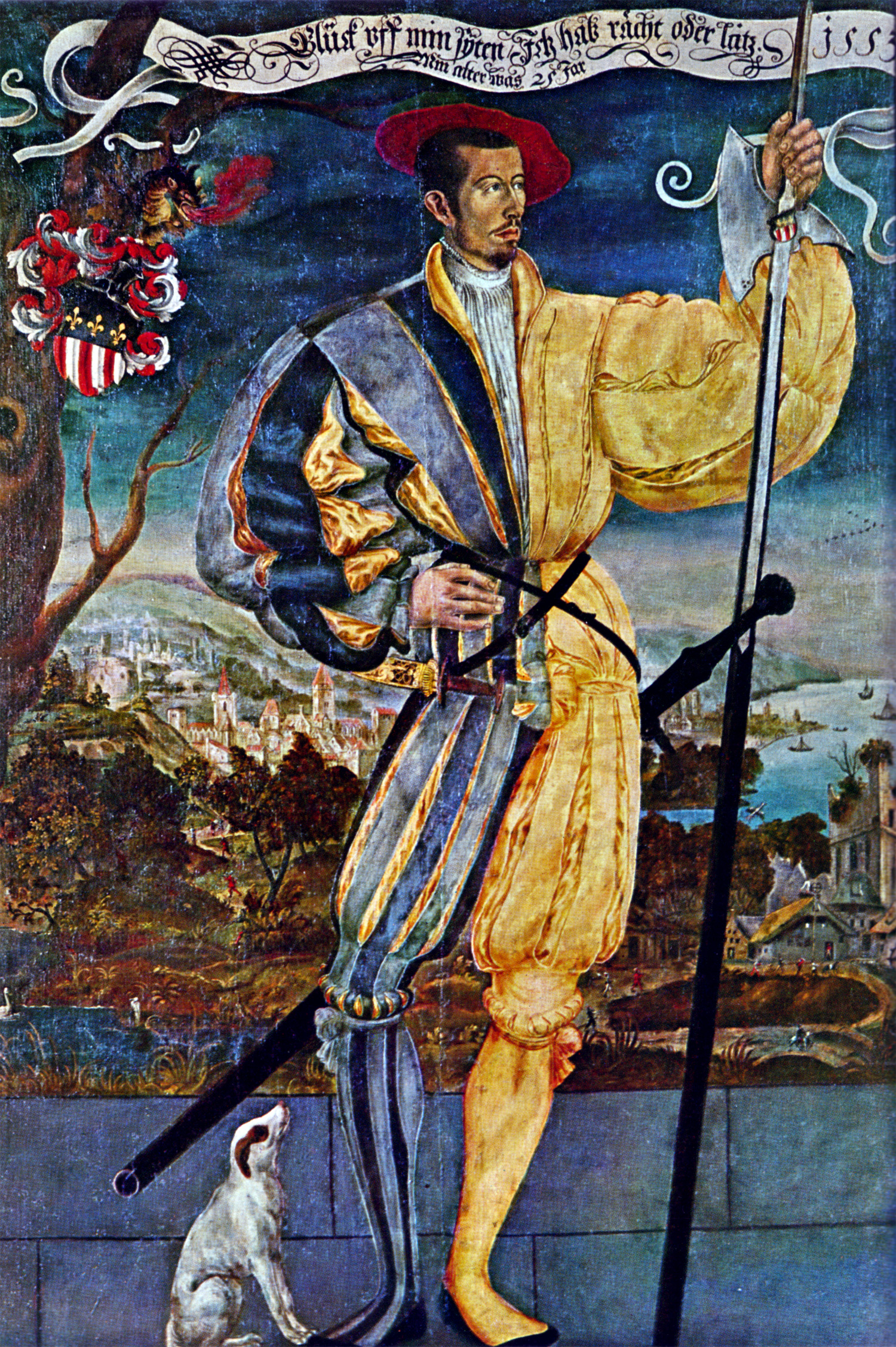
Retrato de Nikolaus Manuel el Joven, mercenario suizo y artista, vestido a la manera de los Reisläufer y armado como tal, con alabarda, daga suiza y espada bastarda. En la parte superior se puede leer el lema «La suerte está de mi lado, me asista la razón o no. 1553. Mi edad, 25 años».

Los mercenarios suizos eran soldados que destacaban por su servicio en ejércitos extranjeros, especialmente en los de los reyes de Francia, a través de la Edad Moderna europea, desde la baja Edad Media hasta la época de la Ilustración. Sus servicios como mercenarios tuvieron su apogeo durante el Renacimiento, cuando sus probadas capacidades de combate los hicieron las tropas mercenarias más solicitadas del mundo. Su forma de guerrear recuperó los antiguos esquemas clásicos y provocó importantes cambios en las tácticas militares y la organización de los ejércitos.

## La génesis

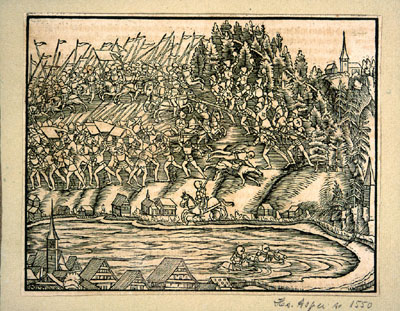
Batalla de Morgarten (1315), en la que 1500 montañeses de los cantones de Uri y Schwyz emboscaron a más de 3000 austríacos. Siendo los suizos campesinos poco duchos en las costumbres caballerescas, masacraron a los derrotados. Esto daría pie a la fama de soldados despiadados que después les acompañaría, pero también a un intervalo de 60 años antes de que la Confederación volviese a ser incomodada por su gran vecino, el Sacro Imperio Romano Germánico.

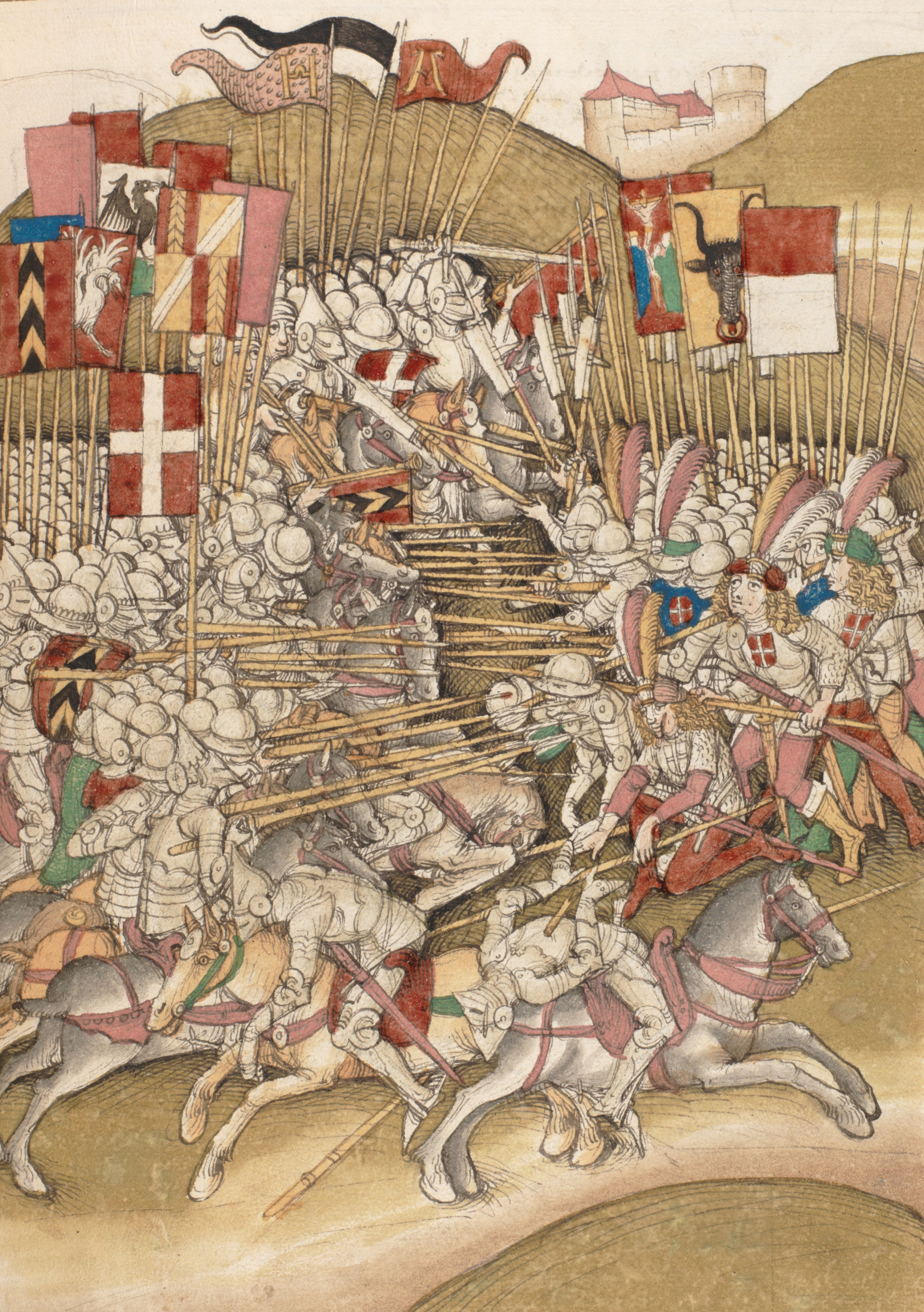
Ilustración de la batalla de Laupen, de Diebold Schilling (1480). Acontecida en 1339, supuso el triunfo de Berna y sus aliados confederados sobre las fuerzas conjuntas de Borgoña y los Habsburgo austriacos. La victoria suiza fue un milagro para la época, pues jamás se esperaría que 6000 infantes (derecha) derrotaran a 12 000 hombres de armas montados y mejor armados. La revolución del arte de la guerra había comenzado.

La razón por la que las tropas mercenarias surgieron en los cantones helvéticos alpinos debe buscarse en la pobreza. La tierra daba para poco más que la agricultura de subsistencia y la ganadería de montaña, así que la solución era emigrar, lo que en aquel tiempo significaba prestar servicio en las guerras extranjeras, a cambio de una «merced» o salario. Esta emigración, por tanto, estaba favorecida por el contexto socioeconómico, ya que las actividades de pastoreo, al contrario que la agricultura del grano, por ejemplo, podían dejarse en manos de hijos y esposas, cuando no de comunidades de vecinos. En una situación así:

... en el fondo, dejar huérfanos y viudas no era una gran tragedia.

En los siglos XIII y XIV, su efectividad durante la Guerra de los Cien Años (1337-1453) los hizo célebres en los campos de batalla europeos, donde eran temidos por el ímpetu y la ferocidad de sus cargas con lanzas, picas y alabardas. Así, los Reisläufer —en alemán antiguo Reise campaña, marcha u odisea, Läufe, ir o recorrer— o «aventureros» suizos eran a finales de la Baja Edad Media las tropas mercenarias más cotizadas por los nobles y monarcas europeos.
Esto propició que en los siglos XV y XVI los cantones suizos asumieran el control de las milicias, proporcionando a los soldados equipo y entrenamiento. Normalmente, los soldados eran campesinos montañeses convecinos entre ellos, si bien solían estar liderados por algún noble local que hacía de intermediario con ellos para todo lo relacionado con pagos y reclutamiento. De todo esto, los cantones se beneficiaron económicamente, pero también adquirieron una visibilidad diplomática impropia de su tamaño y que resultaba en poder efectivo en una Europa de cambiantes alianzas.
En este sentido se puede interpretar, entre otras, la alianza con Luis XI de Francia contra Carlos el Temerario o más evidentemente, con la influencia que poseían sobre Maximiliano Sforza, al que en 1512 pusieron en el trono del Ducado de Milán durante la Guerra de la Liga de Cambrai. Los Sforza, de hecho:

[...] Dependían sobre todo de la voluntad de los helvéticos, tenaces combatientes, pero también insaciables cobradores, que mediante la condotta agotaban los ingresos del Ducado.

Si bien debe hacerse notar que siguieron existiendo particulares en el «mercado gris», que ofrecían compañías de expertos mercenarios, conocidas como «cuerpos francos». A esto se debe que se encontrasen pequeños contingentes suizos en lugares tan dispares como la conquista de Granada o en la batalla de Seminara (1495), derrotando al Gran Capitán, quien más tarde tomaría buena nota de sus tácticas.

## Pacto de Rütli y expansión

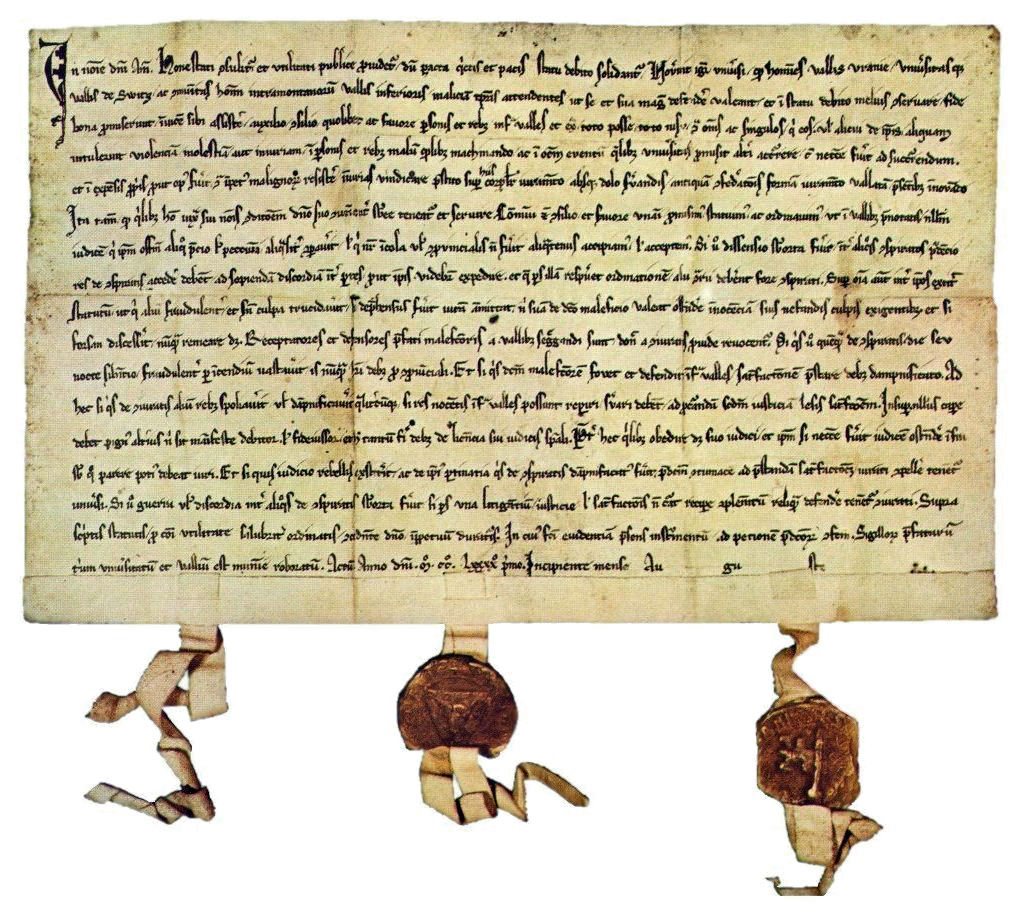
Pacto Confederal de 1291, en el que los tres coniurati se juraban mutuo auxilio contra los enemigos exteriores. Los términos coniurati y conspirati son significativos, ya que el emperador del SIRG, Carlos IV, en su Bula de Oro prohibió cualquier «conjura, confederación y conspiración». «Cada una de las comunidades promete acudir en ayuda de la otra, siempre que sea necesario, y de repeler por cuenta propia y según las circunstancias las agresiones hostiles y de vengar las injurias sufridas».

En rojo fuerte, los cantones de Uri, Unterwalden y Schwyz, primeros adherentes al Pacto de Rütli. Estos tres cantones, el de Valais y el de los Grisones serían de los más activos en las Guerras Italianas, tanto por cercanía, como por ser de los más montañosos y pobres.

La población de dichos valles suizos, al contrario de la práctica habitual, no había delegado nunca su protección a extranjeros (caballeros feudales o mercenarios extranjeros). A partir del Pacto Federal de 1291, firmado en Rütli a orillas del lago de los Cuatro Cantones, los habitantes de los valles se tomaron la guerra como un proyecto colectivo en el que participaba toda la comunidad, formando así un sentimiento de solidaridad nacional frente al poder extranjero, poco común en la época, donde predominaba la identidad con el señor feudal como garante de la seguridad de cara al exterior.
Con el ya mencionado pacto, los habitantes de los tres Waldstätte —pueblos del bosque— se unieron en la defensa del territorio contra los Habsburgo, sentando las bases de lo que sería más tarde la Confederación Helvética. En conmemoración de este evento, el 1 de agosto se celebra la fiesta nacional suiza.
Más tarde, en el Pfaffenbrief (1370) (Carta de los Curas) y otros tratados quedaría sellada la alianza entre los Ocho Cantones —Acht Orte— por medio de una red de acuerdos bilaterales entre Uri, Schwyz, Unterwalden, más el valle de Glaris y los cantones de las ciudades de Zúrich, Berna y Lucerna. En estos acuerdos, se trató de limitar la creciente influencia de los «cuerpos francos», que era un verdadero poder fáctico dentro de la naciente confederación.
Unos cien años más tarde, las fuerzas suizas pasarían una dura prueba frente a un enemigo notable, diferente de los Habsburgo, que esta vez eran aliados y que de aquí en adelante contratarían en muchas ocasiones a los helvéticos, sin que ello fuese óbice para que también trabajasen para los franceses. En la Guerra de Borgoña, los suizos entraron en conflicto para defender los intereses de Mulhouse, Basilea y Estrasburgo, aliados de Berna que habían sufrido la política expansionista de Carlos el Temerario. Entre 1474 y 1477, los suizos derrotaron repetidas veces a los borgoñones y a sus aliados saboyanos, ganando batallas en lo que hoy son los cantones de Valais y Vaud. Sobre la derrota de Carlos, una canción popular recitaba:

En Grandson, Carlos perdió la riqueza,
en Murten se dejó el honor
y en Nancy, la cabeza.

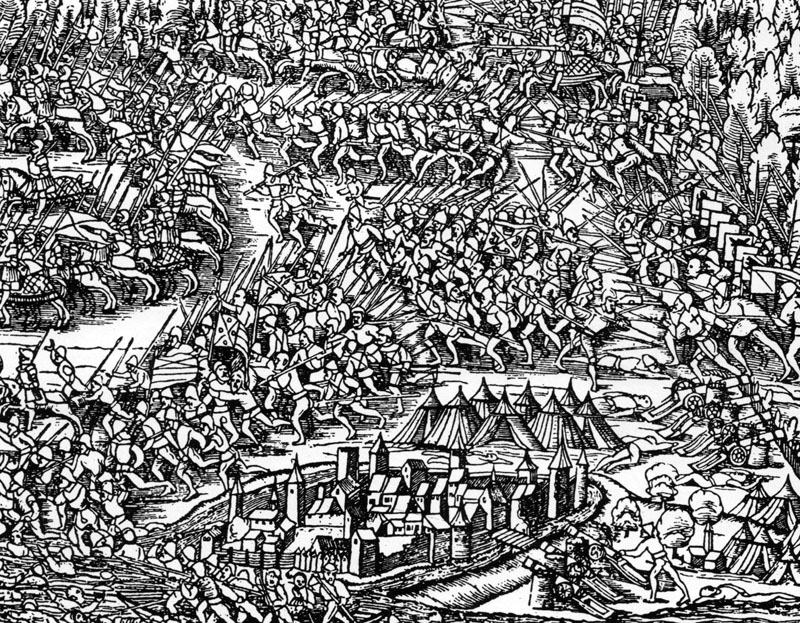
Derrota de Carlos el Temerario, a manos de los suizos en Morat en 1476.

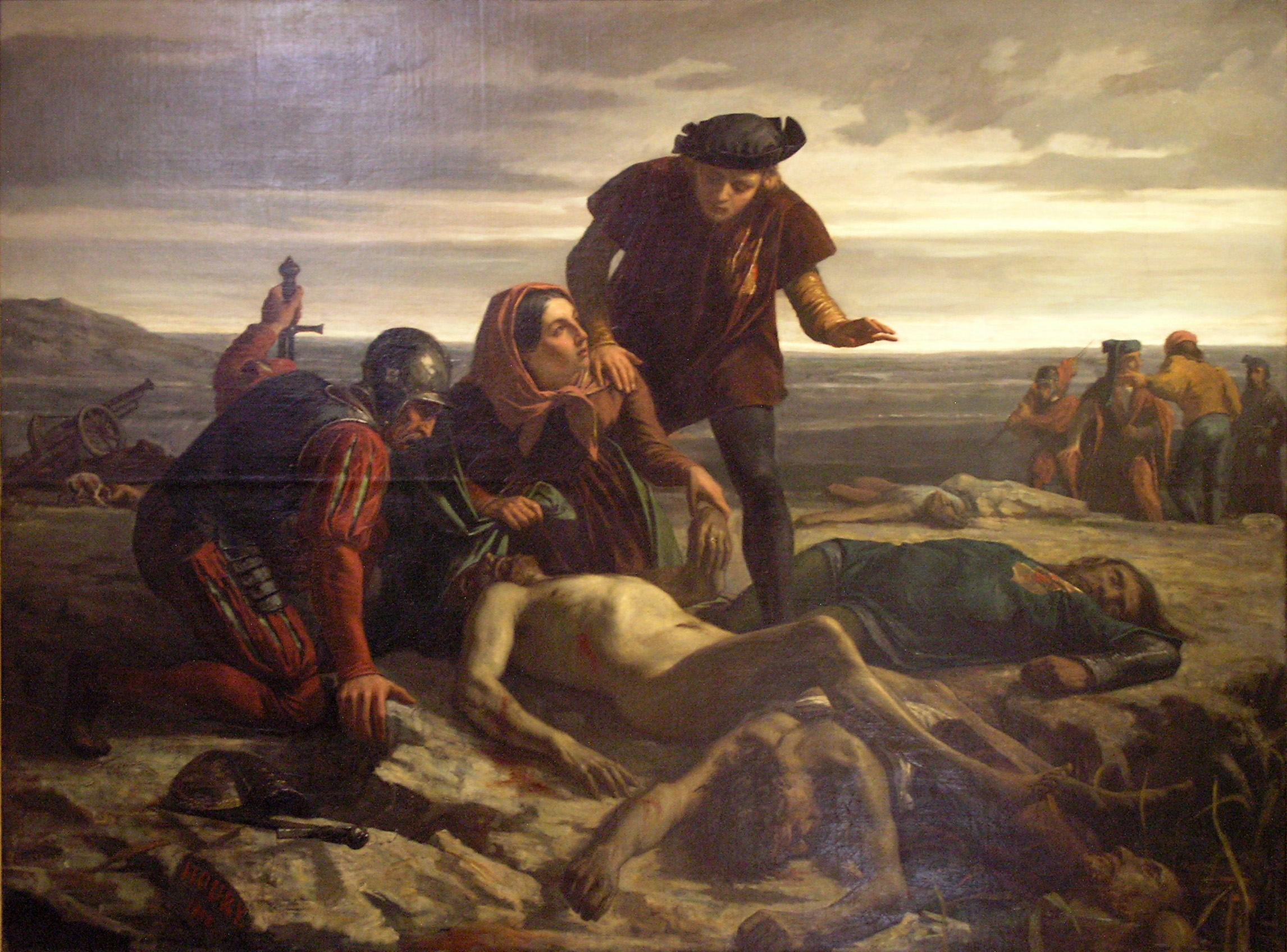
Pintura de 1862: El cadáver de Carlos el Temerario en la batalla de Nancy. La figura de la izquierda es un soldado suizo, reconocible por su atuendo «acuchillado» de colores llamativos. En la batalla de Nancy, Carlos muere y su rostro queda desfigurado.

Para entonces, era más que evidente la superioridad militar suiza, y el ya notable prestigio militar que tenían los helvéticos se vio aumentado. En este momento, la Confederación se convulsiona a causa de la victoria, pues el duque de Saboya pagó 50 000 florines para recuperar el Vaud y Luis XI abonó otros 150 000 a Berna para que renunciase a sus aspiraciones sobre el Franco Condado. En la ganancia de este «maldito botín», que alteraba el orden establecido, participaron en gran medida campesinos y gentes de baja condición social; en Zúrich, las crónicas de la ciudad hablaban de numerosos sirvientes que abandonaban el servicio doméstico para probar fortuna en las guerras extranjeras.
Esto a nivel intracantonal, pero también hubo cambios dentro del equilibrio de poder en la Confederación. Tal vez el episodio más notable sobre el cambiante orden de fuerzas fue la expedición de la Sociedad de la Vida Loca, que protagonizaron soldados de los cantones rurales de Schwyz y Uri; estos marcharon hacia Ginebra en 1477 para exigir el reparto del botín. A raíz de este suceso, los cantones urbanos procuraron limitar la influencia de los «cuerpos francos», lo que consiguieron con la Convención de Stans de 1481, en la que los cantones integraron a una parte sustancial de los soldados en las «milicias cantonales», a las que dotaron de un capitán y un estandarte, integrándolas en su gobierno. De estos tiempos procede el servicio militar obligatorio, todavía vigente en la Suiza actual.

## Organización, tácticas y política

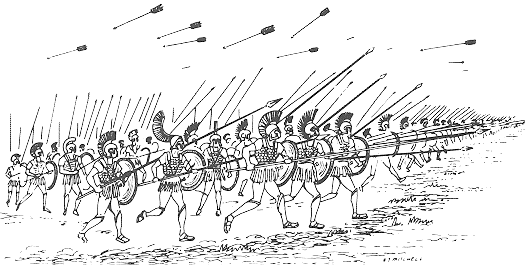
«El zorro sabe muchos trucos, el jabalí, uno bueno de verdad» dijo Arquíloco, él mismo un mercenario, refiriéndose a las tácticas de la falange. En la ilustración se muestra el syntagma macedonio, 256 hombres en un cuadrado de 16 hombres por lado. Los suizos solían presentar un frente de no más de 20 o 30 hombres, pero de una considerable profundidad.

La forma de hacer la guerra de los mercenarios suizos fue, sin lugar a dudas, uno de los gérmenes de la revolución militar renacentista, en la que como en tantos otros ámbitos, los valores medievales cambiarían por otros inspirados —si no directamente copiados— en los antiguos griegos y romanos.
En la guerra medieval, el papel hegemónico de la caballería era indiscutible. La formación no tenía una gran relevancia, puesto que no solía respetarse una vez comenzadas las hostilidades. Todo esto correspondía con bastante precisión al carácter estamental de la sociedad de la época: la nobleza desempeñaba un papel decisivo al integrar en exclusiva la caballería, pues el mantenimiento del equino y la adquisición de armadura y armas eran inalcanzables para los campesinos. En los enfrentamientos bélicos tenían una gran importancia cuestiones de honor —un caballero normalmente rechazaba el combate con un campesino, puesto que era deseable batirse con un contrincante de un estatus igual o superior—, por lo que se esperaba que los jefes militares participaran y encabezasen el orden de batalla. Las actuaciones heroicas individuales, como la de el Cid, era normalmente lo más señalado de una batalla, y las nociones de ciencia militar que pudieran tenerse en cuenta eran muy escasas.
El método militar suizo cambió rotundamente muchos de estos aspectos y, a raíz de su probada eficacia, se iniciaron grandes transformaciones en el mundo militar europeo.

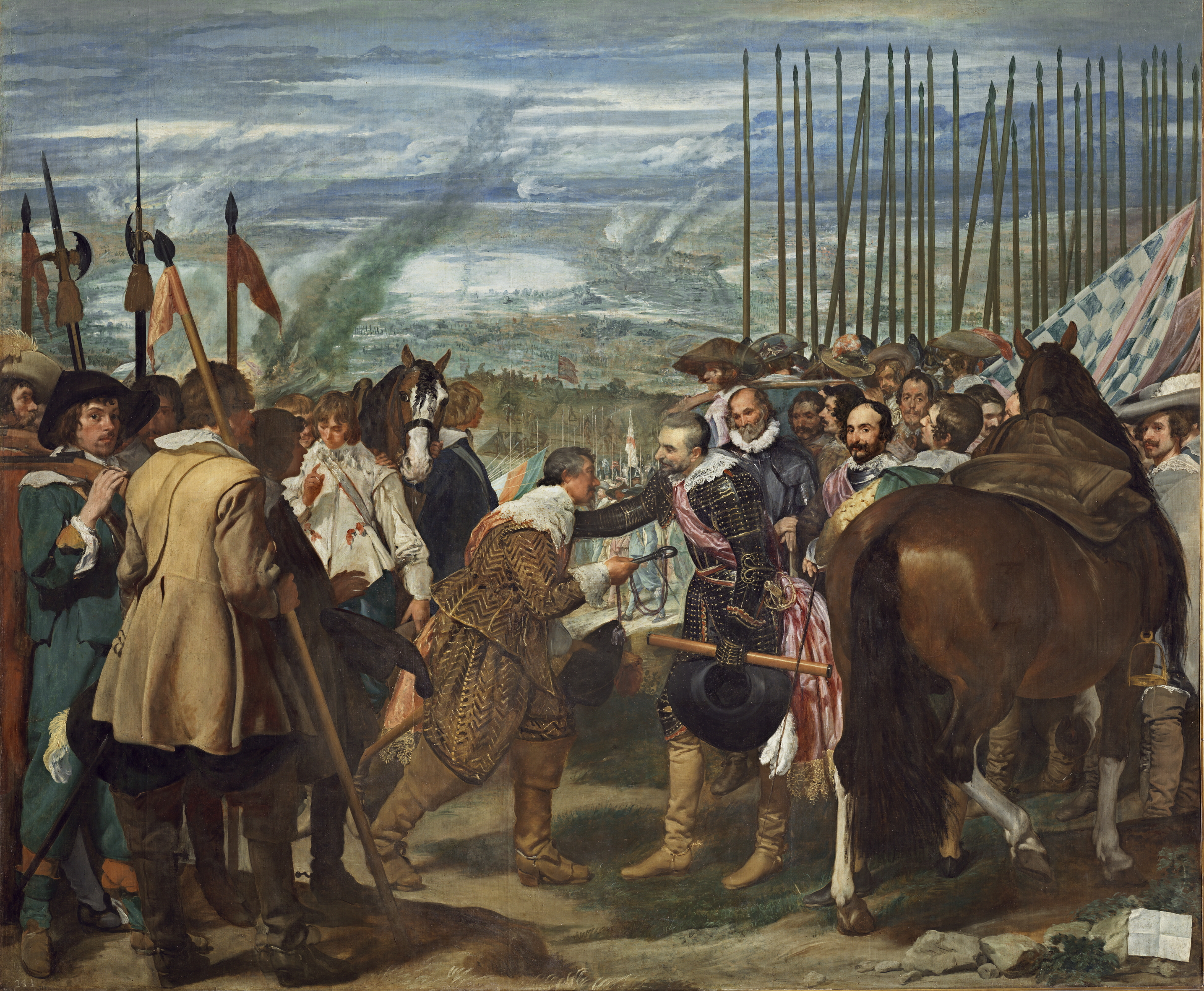
La rendición de Breda de Velázquez muestra, más de un siglo después del apogeo de los Reiseläufer, que su forma de guerrear y sus armas seguían plenamente vigentes. A la izquierda, los holandeses sostienen alabardas con los colores de Orange, mientras que a la derecha los tercios españoles portan picas.

Aunque existían diferencias entre las milicias cantonales y los «cuerpos francos», las características generales de los contingentes suizos eran las mismas: una sólida formación en columnas, férrea disciplina y uso predominante de picas y alabardas de unos 5,5 m de longitud. Formaban en densas columnas, en las que la coordinación y la disciplina eran su principal baza. Es por ello que los castigos a los miedosos o indisciplinados eran ejemplares, como reflejaron Maquiavelo o Paolo Giovio:

Los suizos [...] castigan con pena capital a los que, por miedo a las armas de artillería, se salen de la fila o muestren con los compañeros algún signo de temor.

Es por esto que los suizos tienen estas leyes tan severas que, bajo las miradas del ejército observante, a los que por miedo hacen cosas vituperiosas e indignas de hombre fuerte, se les corta en pedazos por los mismos soldados que le rodean. Así, el mayor temor vence al menor: y por temor a una muerte vergonzosa, no se teme una muerte honrosa.

Además de la severa disciplina, un elemento que cohesionaba el grupo era la circunstancia de que las compañías solían formarlas vecinos de los mismos valles, que se conocían entre sí —incluidos los mandos—, con lo que el buscado esprit de corps tan necesario en momentos críticos estaba más que garantizado.
Esta formación resultaba efectivísima contra las cargas de caballería, de ahí que fuese tan revolucionaria para las tácticas militares medievales. Otro cambio notable fue el aumento en el número de hombres que conformaban los ejércitos; 10 000 hombres podían formar en un escuadrón de solo cien filas por cien columnas. Nunca faltaron campesinos dispuestos a probar fortuna y abundaban los contingentes de más de 10 000 hombres, como el que marchó a Dijon en 1513, de unos 16 000 soldados.
Si bien había diferencias, normalmente los "cuerpos francos" formaban en dos o tres columnas en paralelo, mucho más profundas que amplias, y en el centro del ejército extranjero en el que sirviesen. Las milicias cantonales, por su parte, se dividían en Vorhut (vanguardia), Gewalthut (centro) y Nachhut (retaguardia), adoptando la primera forma triangular y las dos restantes rectángulos, cada uno más amplio que el anterior. Visto de frente, un contingente helvético recordaba a un erizo, lo que unido a la formación en cuadros, hizo recordar a muchos clasicistas la falange macedonia y la tortuga romana. Curiosamente, en la falange, el arma más usada por los hoplitas era la sarissa, una lanza de unos 6 m de longitud. El manejo de un arma de tal longitud requería mucho entrenamiento, y la falta de experiencia podía advertirse fácilmente si no se sujetaba con firmeza. Sin embargo, los suizos no usaban pesados escudos, ni gustaban especialmente de armaduras. La velocidad era fundamental para evitar el fuego de artillería, al que los contingentes suizos eran muy vulnerables en una situación estática. El empleo de armas de fuego nunca cuajó entre las formaciones mercenarias por su lentitud en la recarga, su imprecisión y su mal funcionamiento en ambientes húmedos.

### Política

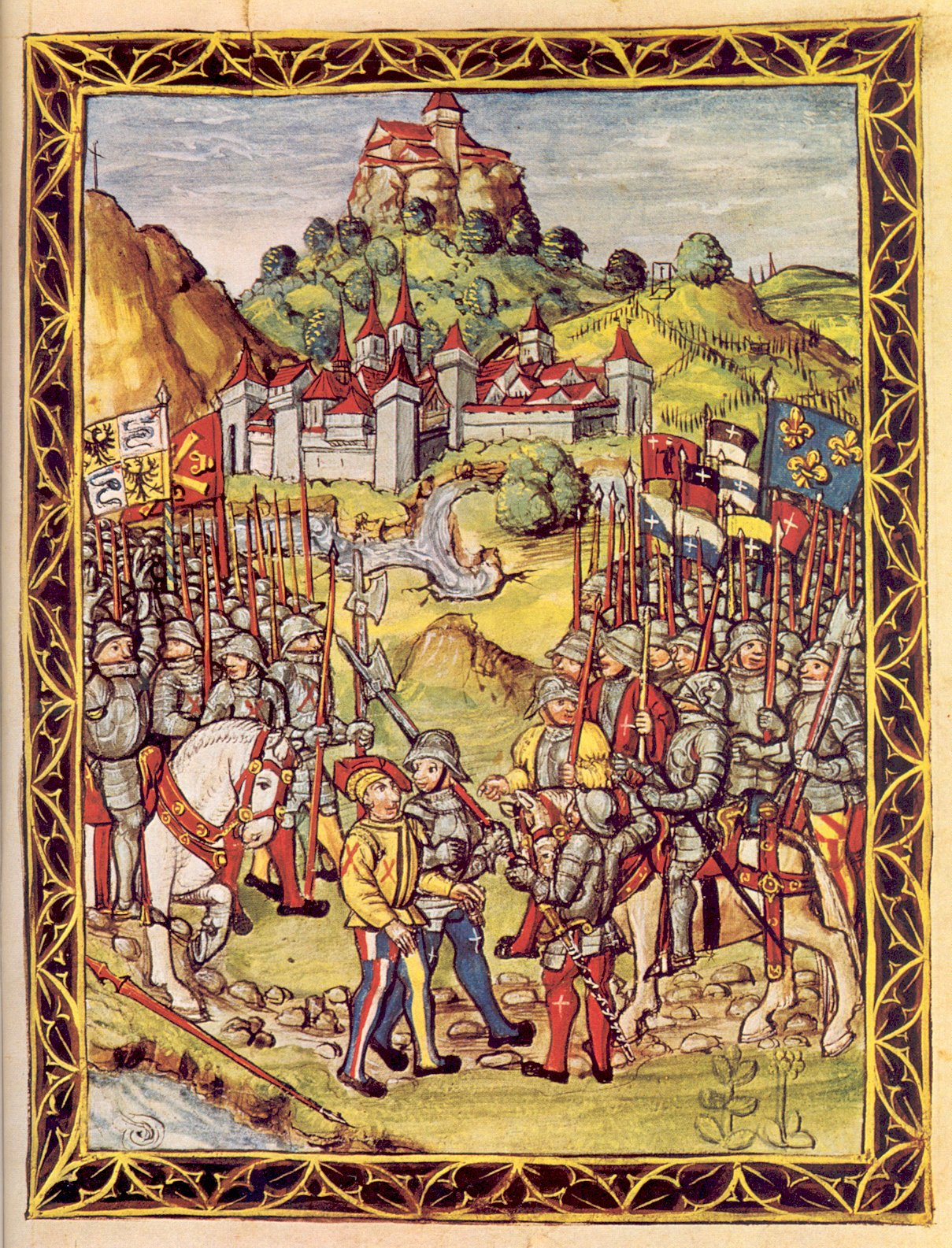
Los suizos a sueldo de Ludovico el Moro negocian con el ejército francés (también con un numeroso contingente suizo) una retirada pacífica de Novara debido a la negativa de los suizos a enfrentarse entre ellos. Sin embargo, el trato no incluye al propio Ludovico, que aunque camuflado, es descubierto y entregado a los franceses. Ludovico moriría ocho años después como prisionero de los franceses.

Ya desde tiempos del Pacto de Rütli y hasta la Guerra de Borgoña, la superioridad militar helvética había puesto a los cantones en el mapa europeo. Más adelante, los mercenarios tomarían buena nota de su poder. Son notables el episodio de Novara en 1500 (imagen), su gobierno de facto sobre el Milanesado en tiempos de Maximiliano Sforza (1512-1515). En esta época, tras la victoria sobre los franceses en Novara (1513), los derrotados franceses fueron perseguidos en territorio francés hasta Dijon, ciudad que sitiaron hasta que fueron sobornados para volver a sus cantones.
A propósito de sus costumbres y su uso por parte de los monarcas, Maquiavelo les dedicó un capítulo entero de su obra El Príncipe. Les considera una de las causas principales de las desgracias de la Italia en que vivió. Desaconseja a los soberanos basar la defensa de sus territorios en manos de mercenarios, pues:

... el príncipe cuyo gobierno descanse en soldados mercenarios no estará nunca seguro ni tranquilo... no tienen otro amor ni otro motivo que los lleve a la batalla que la paga del príncipe, la cual, por otra parte, no es suficiente para que deseen morir por él.

Pas d'argent, pas de Suisses. (No hay dinero, no hay suizos.)
Francisco I en 1521, antes de forzar un ataque a Milán por falta de fondos.

Por esto Maquiavelo consideraba que los ejércitos debían estar formados por los súbditos de la república, del principado o reino, pues ya desde la Antigüedad había ejemplos de esto en Roma y Esparta, las cuales «se conservaron libres durante muchos siglos porque estaban armadas. Los suizos son muy libres porque disponen de armas propias».
También Tomás Moro trata el asunto de los mercenarios en su Utopía, retratando a los suizos en el pueblo de los zapoletas.

Con ello (riquezas guardadas) pueden mandar a la guerra mercenarios de todas las naciones, principalmente zapoletas. Este pueblo está a quinientas millas de Utopía por el lado de Oriente; son gente hórrida, ruda y feroz, que vive en las selvas y en las altas montañas de su tierra y resiste el calor, el frío y los trabajos penosos; aborrece las cosas delicadas, no labra la tierra, construye sus casas y hace sus vestidos sin arte; sólo cría ganado; casi se sustenta de lo que caza y roba. Son hombres solamente nacidos para la guerra, que buscan diligentemente la ocasión de hacerla, y, cuando la hallan, se sienten inmensamente felices. Abandonan en gran número su país y se ofrecen como soldados a los que los necesitan por una mezquina soldada. Este es el solo oficio que saben para ganar el sustento. Para poder vivir tienen que buscar la muerte. Se baten con denuedo y son fieles a los que les pagan. Verdad es que no se alistan por un período de tiempo determinado, sino con la condición de hacerlo en otra parte, aun entre los enemigos, si éstos les dan mayor paga; mas vuelven otra vez si les ofrecen un poco más de dinero.
Tomás Moro, Utopía: El arte de la guerra

## Suizos y lansquenetes en las Guerras italianas del primer cuarto delsigloXVI

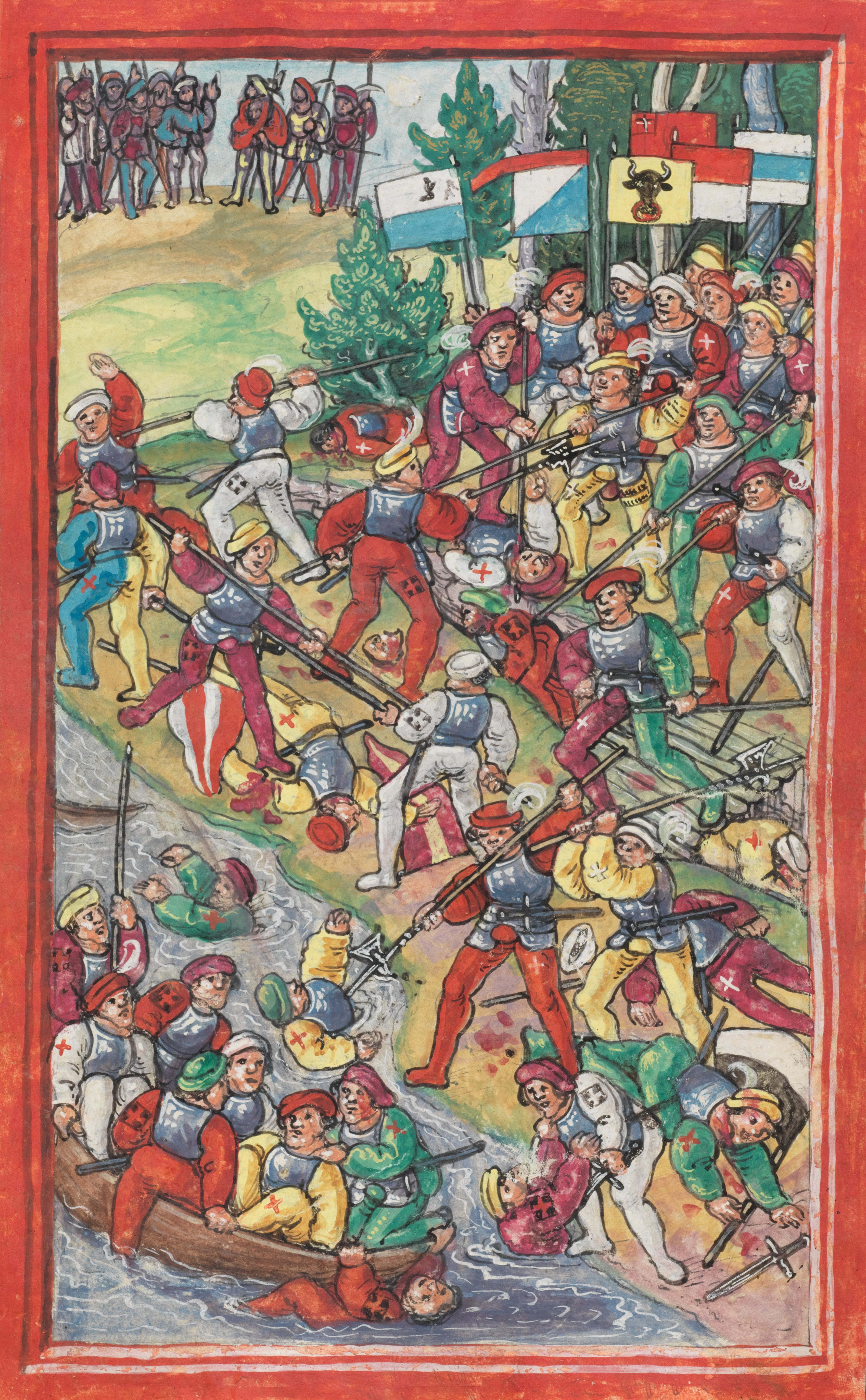
En la batalla de Hard (1499), los suizos derrotaron a los lansquenetes, pese a estar en desventaja numérica. La retirada desorganizada propició una auténtica masacre.

Hasta aproximadamente 1490, los suizos tenían virtualmente el monopolio de los servicios mercenarios armados con picas. Pero su escasez y hasta cierto punto lo costoso de su contratación provocó que las monarquías europeas de la época buscaran sustitutos. Así, pronto surgieron imitadores provenientes de la vecina Suabia (más tarde vendrían también de Renania y Flandes) conocidos como lansquenetes (Landsknecht en alemán, de Land 'tierra' y knecht 'servidor'). Las primeras compañías de lansquenetes fueron promovidas por el emperador Maximiliano I, entrenadas por mercenarios suizos, de quienes copiaron la formación en cuadros, el uso de picas y alabardas además de los distintivos ropajes acuchillados. Su primera intervención probablemente tuvo lugar en 1495, acompañando a Maximiliano en Italia. Más tarde, Reiselaüfer y lansquenetes se encontrarían cara a cara en la Guerra Suaba. Durante la misma, los lansquenetes provocaron a los suizos llamándoles Kuhschweizer —vaquero suizo, al parecer con connotaciones zoofílicas y por tanto heréticas— y otras cosas. La victoria helvética en Suabia contribuyó a mantener la reputación de los suizos por encima de la de sus imitadores.
No obstante la importancia de la Guerra Suaba, las luchas que en ese momento se libraban en Italia, entre Francia, Venecia, el Milanesado, el papa, el emperador y los españoles favorecieron la contratación de mercenarios a precios astronómicos y una competencia feroz entre los distintos grupos, si bien los lansquenetes eran más numerosos y económicos. Además, no tenían inconveniente en luchar entre ellos si se daba el caso, algo que los suizos rehusaban.

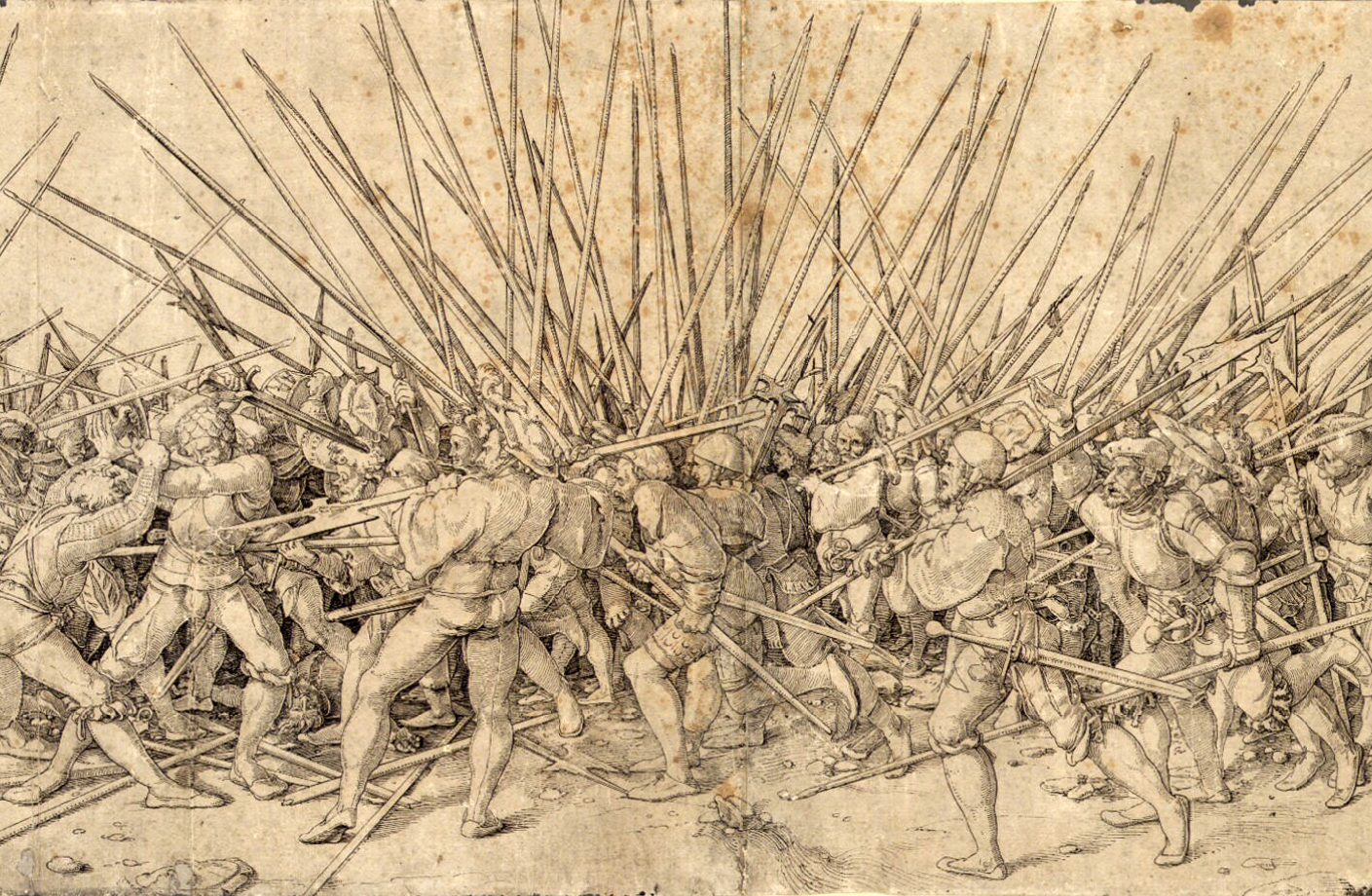
Mala guerra, de Hans Holbein el Joven. Uno de los choques de picas más determinantes se dio en la batalla de Cerisoles. Junto con el uso de la artillería, las columnas de picas elevaron inmensamente la mortalidad en las guerras del Renacimiento con respecto a las menos dañinas batallas medievales.

Una particularidad de los enfrentamientos entre columnas de piqueros es lo que los observadores italianos llamaron mala guerra, que se daba cuando chocaban frontalmente dos columnas y que resultaba en grandes bajas entre las primeras líneas y una masacre en caso de que alguna perdiera el orden de formación. Los lansquenetes solían llevarse la peor parte en estos casos.
Sin tener en cuenta la pugna con los lansquenetes, y la imitación por parte de otros ejércitos (principalmente los españoles, que adoptaron la pica de mano como un elemento de sus famosas formaciones de infantería (Tercios), la reputación de luchadores de los suizos alcanzó su cenit entre 1480 y 1525, y de hecho en la batalla de Novara, en la que participaron mercenarios suizos, es vista por algunos como la batalla perfecta suiza. Incluso la cercana derrota en la terrible batalla de Marignano en 1515, la «batalla de los Gigantes», fue considerada como una especie de victoria para las armas suizas debido a la ferocidad de la lucha y lo ordenado de su retirada. A partir de esta batalla, Francia se aseguró el apoyo o cuanto menos la neutralidad suiza en el Tratado de Noyon (1516) y el posterior de 1521.

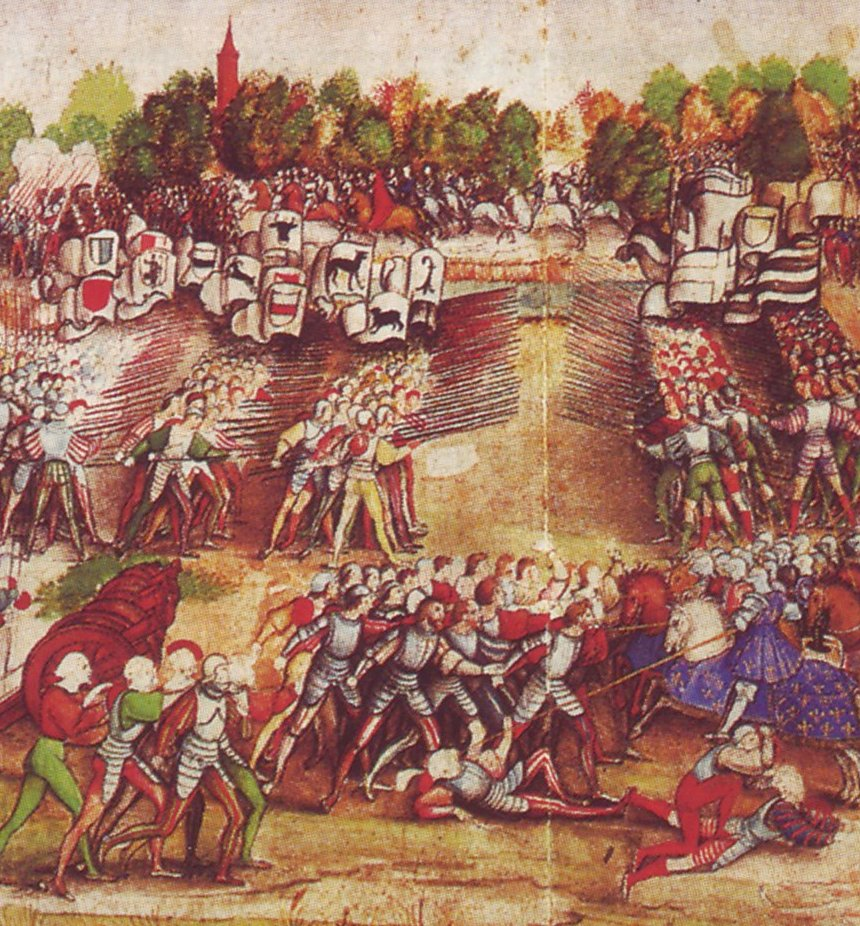
Los suizos (a la derecha) atacan a los lansquenetes mercenarios en las líneas francesas en la batalla de Marignano. Antes de comenzar la batalla, Francisco I ofreció toda la plata del campamento francés a los suizos a cambio de su retirada. Alrededor de la mitad de las fuerzas helvéticas aceptaron. A pesar de ello, fue la intervención de los venecianos después de un día de batalla, la que forzó una ordenada retirada suiza.

Aun así, la derrota en Marignano presagiaba el declive de la forma suiza de hacer la guerra. A la larga, los dos siglos de victorias de los suizos finalizaron en 1522 en un completo desastre en la batalla de Bicocca, cuando fuerzas combinadas de lansquenetes y españoles los derrotaron de forma decisiva usando fortificaciones y nuevas tecnologías. Puede decirse que fue su arrogancia —exceso de confianza en su supuesta invencibilidad— la que derrotó a los suizos tanto como las fuerzas armadas de sus enemigos. En Bicocca, los mercenarios suizos al servicio del rey francés intentaron repetidamente un ataque frontal cuesta arriba, sólo para ser abatidos por el fuego de la artillería y las armas pequeñas. Los suizos nunca habían sufrido tantas bajas, siendo incapaces de infligir demasiado daño a sus oponentes. La arrogancia y el exceso de confianza fueron claves aquí, pero también otras consideraciones, como las económicas: muchos de los mercenarios suizos eran aún granjeros y necesitaban volver rápidamente a casa de la campaña para poder trabajar en sus campos. Esto quiere decir que a menudo acometieron poco prudentemente, en batallas sin esperanzas de que pudiesen derrotar al enemigo de sus patrones, hacer botín, ser pagados y volver a casa a trabajar en sus campos.
Tan terrible fue el desastre en Bicocca que afectó severamente a la eficacia en combate suiza en los años siguientes. Su actuación tres años después, al servicio francés en la gran batalla de su época, la batalla de Pavía, estuvo lejos de ser determinante y la huida desorganizada dejó grandes pérdidas.

### Contingente de 1507 al servicio de Luis XII de Francia
El 13 de febrero de 1507, el embajador del rey francés, Luis XII, ante la dieta de Lucerna solicitó a la confederación suiza se le concediese la leva de 4000 soldados. El 24 de febrero, dicha dieta aprobó un contingente de 4030 hombres. Los 12 cantones que conformaban la confederación en ese momento aportaban 3220 soldados —los de Zúrich, Berna, Lucerna, y Schwyz, los mayores, con 300/400 hombres, y el resto 250, con la excepción del cantón de Schaffhausen con sólo 40— mientras que un total de 10 territorios o señoríos vinculados a la confederación, aportaban sendos contingentes hasta el total de 4030 hombres. Estos territorios eran desde el abad de San Galo, hasta la comuna de Rapperswyl, pasando por el futuro 13.er cantón, el de Appenzell.
A pesar de esta variedad de actores que participaban en la recluta, las tropas se movilizaron con rapidez, estando a finales de marzo disponibles en la frontera del ducado de Milán que era donde se les requería, habiendo atravesado los Alpes a finales de invierno en dos columnas por los pasos de San Gotardo y  del Simplón.
Cada contingente mantenía correspondencia con su respectivo cantón, y cada cantón con la Dieta y el cantón que le conviniera. Así, mientras que se había convenido reunir todas las tropas en el cantón de Uri y hacer una única columna de marcha, el cantón de Berna impuso la división en dos columnas —por cuestiones logísticas— dirigiendo las tropas de varios territorios por el paso del Gran San Bernardo —comunicando dicha decisión a la Dieta y al cantón de Uri, para que se informase a los contingentes que habían de reunirse en dicho territorio no aguardasen la llegada del resto de tropas—.
Si bien la columna liderada por los berneses tuvo que optar finalmente por el paso de San Gotardo, el proceso completo es muestra de una capacidad organizativa encomiable, cuando estados como el reino de España o el de Francia tardaban meses —y no semanas— en proceder a reunir y desplazar sus tropas a un escenario y semanas —y no días— en proceder a las levas.

## Fin de la superioridad militar de los piqueros mercenarios suizos

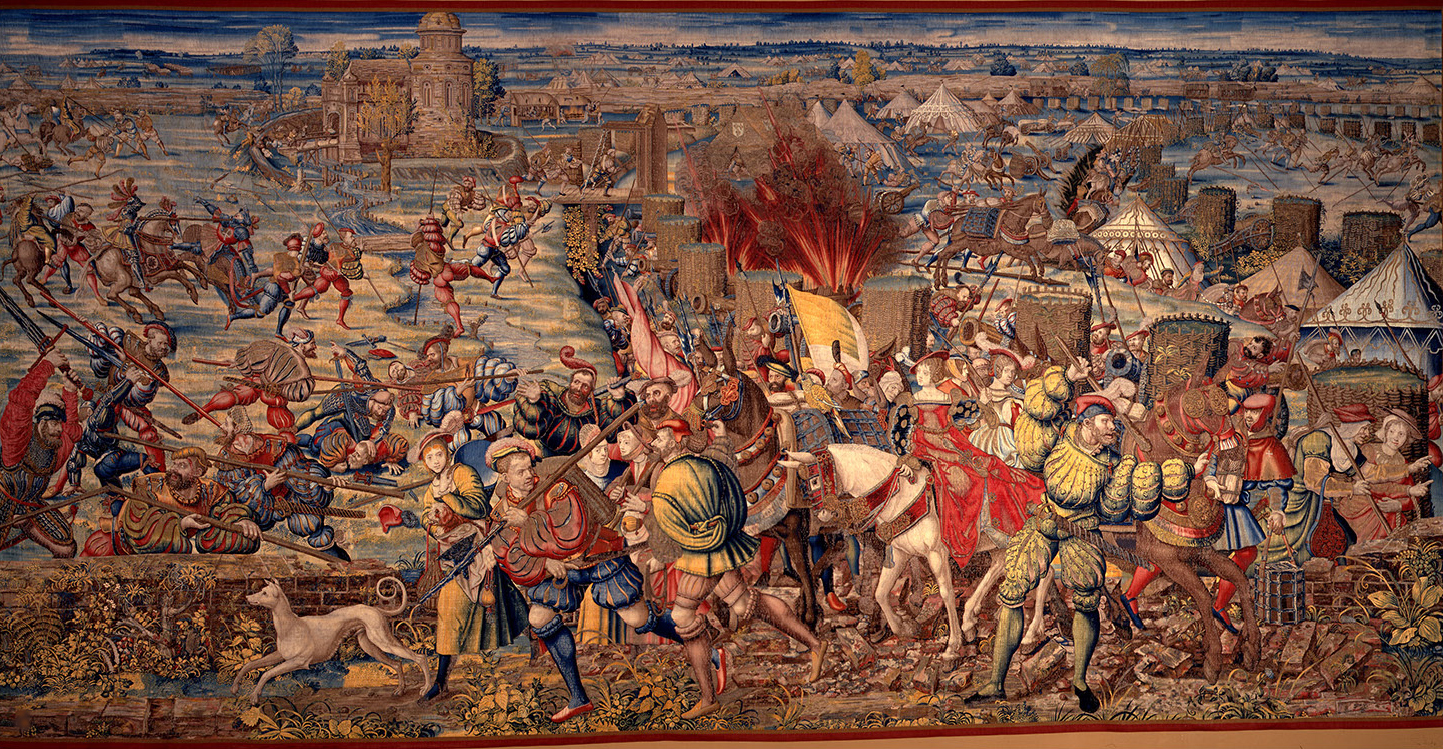
Huida desesperada de los mercenarios suizos en la batalla de Pavía. Muchos murieron ahogados en el río Ticino.

Al final, como quedó demostrado en Marignano y Bicocca, el ataque de picas de los mercenarios suizos probó ser demasiado vulnerable a las armas de fuego que manejaban los arcabuceros lansquenetes y españoles y a los terraplenes y la artillería de los franceses. Estos arcabuceros y cañones pesados transformaban las apretadas filas de los cuadros suizos en montones sangrientos —al menos, tanto tiempo como el ataque suizo fuera retrasado por los terraplenes o las cargas de caballería, y los tiradores fueran protegidos por los piqueros españoles o lansquenetes para defenderlos de los suizos si fuese necesario un combate cuerpo a cuerpo.
Otras estratagemas podían poner también a los piqueros suizos en desventaja. Por ejemplo, los rodeleros españoles, también conocidos como «Hombres de Espada y Escudo», armados con rodelas de acero y espadas, solían llevar casco y armadura, estaban mucho mejor armados y protegidos para la lucha cuerpo a cuerpo que los suizos. Consecuentemente, podían derrotar fácilmente a los suizos si sus columnas de picas se desorganizaban tanto que los rodeleros podían arrastrarse bajo las picas de los suizos y abatir a los infantes suizos, pues sólo tenían armaduras ligeras y estaban totalmente desprotegidos. Los lansquenetes, usando una formación similar a la de los suizos, fueron derrotados con terribles carnicerías por los rodeleros españoles en la batalla de Rávena. Debe hacerse notar, sin embargo, que esto requería la desorganización de la columna de picas, y las columnas de picas suizas que conseguían mantener una buena formación eran capaces de derrotar a las formaciones de rodeleros españoles en batallas como la de Seminara.

### Los mercenarios suizos tras la batalla de Pavía
A pesar del fin de su supremacía alrededor de 1525, los mercenarios suizos armados con picas no tardaron en ser solicitados de nuevo, e incluso continuaron estando entre las infanterías de choque más capacitadas de Europa durante todo el siglo XVI, como demostraron en sus acciones en el campo de batalla al servicio del rey de Francia en la Guerras de religión de Francia, particularmente en la batalla de Dreux, donde el bloque de piqueros reales suizos resistió sin ayuda a virtualmente todo el ejército hugonote, permitiendo contraatacar a la caballería católica.

## Levas tras la reforma religiosa
La adopción institucional de la religión reformada por varios cantones —iniciada por el de Zúrich en el periodo comprendido entre 1520 y 1525, y seguida por los de Berna y Basilea en 1528 y el de Schaffhausen en 1529— y la oposición de los cantones que mantuvieron la religión católica, condujo a una serie de conflictos conocidos como las guerras de Kappel que tuvieron su exponente en la batalla de Kappel de 11 de octubre de 1531, en la cual murió el líder religioso reformado de Zúrich Ulrico Zuinglio.
A partir de este momento, se produjo una división interna en el seno de la confederación suiza que limitaría la leva general de reclutas para ponerse al servicio de un estado extranjero, sumado al hecho de que los seguidores de Zuinglio consideraban deshonroso el servicio mercenario, y perjudicial para el alma el ponerse al servicio de ciertos contratistas como el papa, o monarcas católicos, asumiendo que Suiza, «que se hallaba confinada entre dos imperios» como la antigua «Israel lo había estado entre Asiria y Egipto» tan sólo debía procurar su propia defensa y no participar en las guerras entre Francia y el Imperio.
Durante un tiempo considerable, la mayoría de reclutas se realizaron en los cantones católicos, tendencia que se comenzó a revertir a finales del siglo XVI, siendo cada cantón por separado, o en liga particular —como los cantones de Uri, Underwalden y Zug que proporcionaron un contingente de 4000 hombres a cargo del coronel Walther de Roll para servir en Flandes al rey Felipe II de España— el encargado de realizar con el contratante de las tropas el acuerdo, y no, como en el periodo anterior a la división por motivos confesionales, el conjunto de la confederación. Esta contratación cantonal facilitaría que tropas suizas chocasen al servicio de dos monarcas opuestos, como así sucedió tras la ocupación en la década de 1620 por parte de tropas al servicio del rey de España de la Valtelina con la construcción de un fuerte en Bormio y el intento de liberar dicho valle por parte del rey de Francia en 1624-26 para imperdir las comunicaciones entre el ducado de Milán y Flandes.

## Servicio en el ejército francés

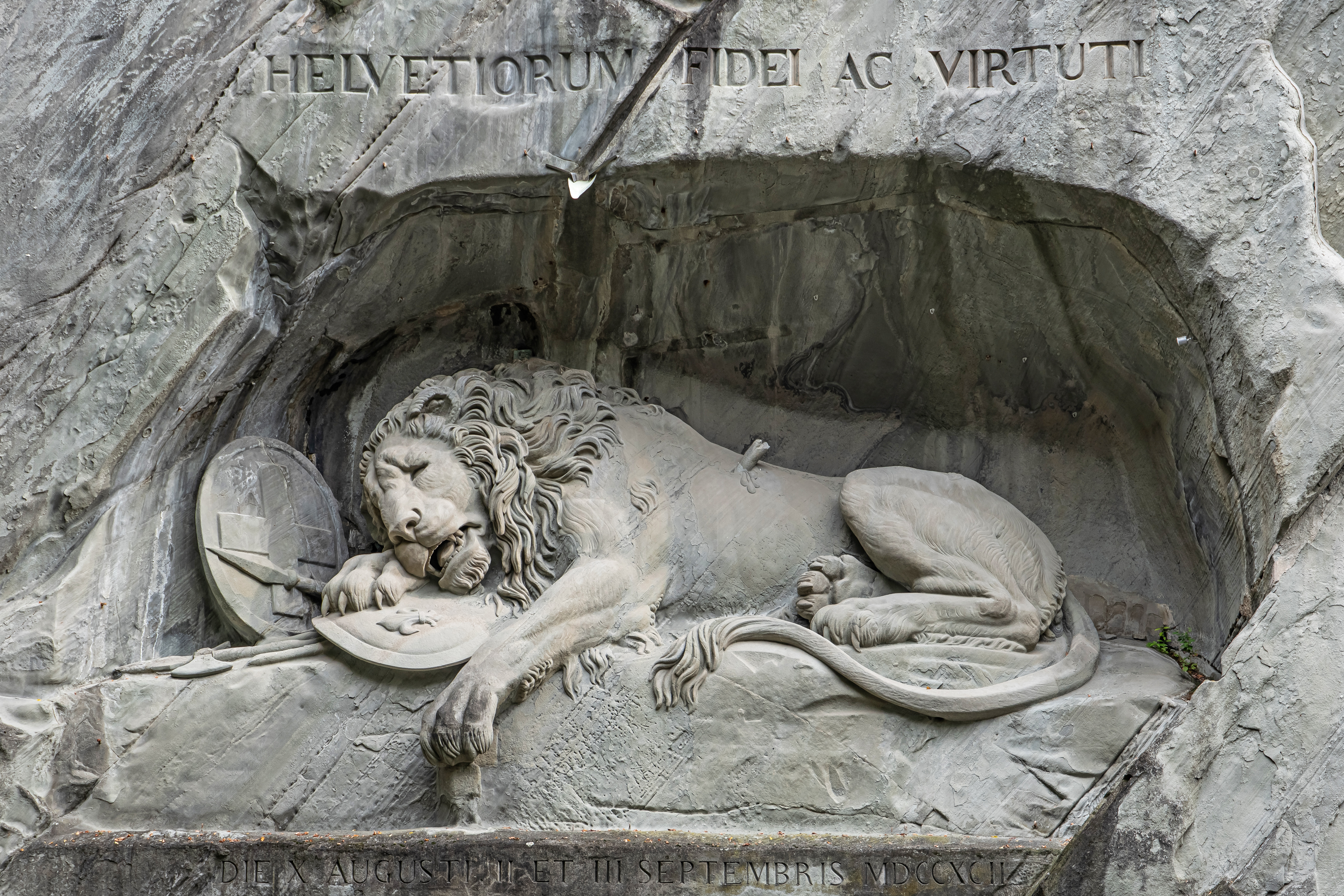
El Monumento al León de Lucerna, Suiza, conmemora el sacrificio de los guardias suizos en las Tullerías en 1792.

El principal patrono de estos mercenarios fue el ejército francés, y los suizos acabaron siendo un contingente ordinario de las fuerzas de infantería francesas.
En 1521 se firmó un tratado entre los doce cantones —del que se autoexcluyó Zúrich por motivos de moral religiosa, de acuerdo a las enseñanzas de Zuinglio  contra el servicio mercenario— y varios estados aliados de la confederación, como los grisones o el abad de San Galo 'por todo el tiempo de la vida del rey' Francisco I que permitía levas de no menos de 6000 hombres y no más de 16 000 a un coste de 4,5 florines por soldado —oficiales aparte— y un subsidio anual de 2000 libras para cada cantón, amén de las pensiones concedidas a título particular.
Asimismo, el tratado obligaba la cesión temporal por parte del rey de doce cañones y 200 servidores de artillería en caso de que Suiza los requiriera para sus propias guerras.
Durante el reinado de Francisco I, se realizaron un total de 16 levas entre 1521 y 1545, con un promedio de unos 10 000 soldados por contingente. En reinados anteriores ya se habían realizado levas, pero a partir de este momento se comenzaron a realizar con regularidad. A la muerte del rey, no obstante, el tratado que obligaba al conjunto de cantones expiró, y en lo sucesivo fueron los distintos cantones o estados aliados a la confederación los que contrataron las reclutas con el rey de Francia a título particular o agrupados, pero no reunidos como conjunto de confederados.
De las antiguas bandas de mercenarios de comienzos del siglo XVI que servían por unos meses, se pasó a levar regimientos con coroneles a cargo que servían durante años, para pasar, en el siglo XVIII a servicios prolongados por décadas o con carácter permanente.

### Guardia Suiza
En 1497 se crea por Carlos VIII de Francia la Guardia Suiza compuesta por 100 hombres, conocida como los Cien Suizos que sería la guardia personal de los monarcas franceses hasta 1830, con la excepción del periodo comprendido entre 1792 y 1814, en que no había casa real.
En 1616, se creó el regimiento de la Guardia Suiza.  En el siglo XVIII, dicho regimiento era idéntico a las Guardias Francesas en organización y equipamiento, con la diferencia de llevar uniformes rojos en contraposición a los azules franceses.
Los suizos también adoptaron el mosquete en número cada vez mayor a lo largo del siglo XVII, y abandonaron la pica, su más antiguo símbolo, más o menos al mismo tiempo que las demás tropas del ejército francés, alrededor de 1700.
En 1787, en vísperas de la revolución, había once regimientos ordinarios suizos en el ejército francés, compuestos por dos batallones y 1060 hombres, el regimiento de la Guardia Suiza, con cuatro batallones y 2415 hombres y la guardia personal del rey, los Cent Suisses.
La Guardia Suiza, leal hasta las últimas consecuencias, fue masacrada durante la Revolución francesa el 10 de agosto de 1792, muriendo para proteger a Luis XVI de la multitud y los Guardias Nacionales aunque, irónicamente, el rey ya había abandonado el palacio de las Tullerías.
El ejército de Napoleón también incluyó tropas suizas, las cuales lucharon bien, y a las que les fue permitido mantener sus distintivos uniformes rojos (a diferencia de los de las tropas francesas, que eran azules), aunque ello causaba alguna confusión en el campo de batalla: era el mismo color que usaban los enemigos de Napoleón en las campañas españolas, los «casacas rojas».

## Servicio en el ejército español
Otro patrón destacado de los mercenarios suizos desde finales del siglo XVI fue España. Tras la Reforma protestante, Suiza se separó en líneas religiosas entre cantones protestantes y católicos. Los mercenarios suizos de los cantones católicos eran cada vez más contratados para el servicio en los ejércitos de la Monarquía Hispánica a finales del siglo XVI. El primer regimiento suizo incorporado en el Ejército de Flandes fue el de Walter Roll, de Uri (un cantón católico) en 1574, para servir en los Países Bajos Españoles, y para mediados del siglo XVII había una docena de regimientos suizos combatiendo en el ejército español.
En 1583, se había firmado una 'declaración de amistad, unión y alianza' entre el rey de España Felipe II y los cantones católicos de Lucerna, Uri, Unterwalden, Zug, el 'país católico de Appenzel' (Appenzel era el 13.er cantón de la confederación, y al igual que Glaris no tenía confesión oficial, a diferencia de los restantes 11: 7 católicos y 4 evangélicos) y el príncipe abad de San Galo. Dicha alianza se fue renovando en reinados posteriores, procediendo la mayoría de soldados levados por los reyes de España de estos cantones, junto con el también católico cantón de Soleura.
Desde finales del siglo XVII podían encontrarse sirviendo en la misma España o en sus posesiones, y lucharon contra Portugal, contra las revueltas catalanas, en la Guerra de Sucesión Española, en la Guerra de Sucesión Polaca, la Guerra de Sucesión Austriaca (en los combates en suelo italiano) y contra Gran Bretaña en las luchas asociadas con la revolución americana. Su último cometido al servicio de España fue contra los franceses en la Guerra de Independencia, en la cual los seis regimientos suizos del ejército español permanecieron mayoritariamente leales a los españoles, y fueron progresivamente desapareciendo debido a los años de combates. En 1823 terminó por fin el empleo de suizos en el ejército español.
En esta última contienda en España quedó demostrado como estas seis últimas unidades, creadas a partir de 1734 por acuerdos con Felipe V, no estaban formadas por mercenarios, sino por valientes soldados encuadrados, como cualquier otra unidad, en el Ejército español, que a muchos kilómetros de su tierra natal prefirieron sacrificar sus vidas luchando por los derechos del pueblo español.

### Reglamento de regimientos suizos de 1755
A 13 de noviembre de 1755, siendo rey de España Fernando VI, se aprobó el Reglamento de Regimientos Suizos, procediendo los soldados de los cantones católicos de Soleure y Schwyz. Cada regimiento constaba de dos batallones de cuatro compañías de 150 hombres cada uno, oficiales incluidos, sancionándose en caso de bajar la compañía de los 120 hombres en tiempo que no fuera de guerra y permitiéndose un excedente de 10 que recibían una retribución inferior. El regimiento tendría entonces, estando completas las compañías al número de 150 militares, 615 hombres, contando los 15 oficiales de la Plana Mayor.
La plana mayor del primer batallón constaba de un oficial supernumerario residente en el cantón que se encargaba de la dirección de las reclutas. Dicha recluta debía realizarse en los cantones correspondientes de Soleure o Schwyz, o en su defecto, en otros estados aliados, incluso de Alemania, si bien aquellos de nación alemana tan sólo podían ascender hasta capitán de granaderos. A cada cantón se le abonaba una cantidad por soldado aportado [16 pesos, equivalente a 320 reales] lo que equivalía al sueldo mensual de un teniente, o a casi el de cinco soldados [65 reales/mes]. Al soldado se le abonaba la paga desde el momento en que llegaba los reales dominios.
La compañía era propiedad del capitán, que recibía 90 reales por plaza entre los rangos de soldado y primer sargento, debiendo vestir y armar a los soldados y abonarles sus haberes mensuales. Con la compañía completa a 150 soldados y cubiertos todos los oficios, el capitán recibiría 13 050 reales mensuales, mientras los sueldos de la tropa sumarían 9815 reales. Para los sueldos de los cinco primeros oficiales, capitán, capitán teniente, teniente, subteniente y alférez, se le entregaba justamente la paga, que sumaba 1800 reales. El capitán propietario podía o no residir con la compañía, en cuyo último caso, tenía una capitán comisionado que efectuaba las labores correspondientes a su cargo.
Los reclutas debían medir más de cinco pies y una pulgada [algo más de metro cuarenta] y ser "católicos apóstolicos romanos" penándose con seis años de presidio la falsedad en la declaración de la fe o la "variación dolosa" de la misma. Se permitía admitir nuevos soldados de los desertados del enemigo en tiempo de guerra.
La provisión de oficios del regimiento correspondía al rey, y se abolía la anterior práctica hereditaria, otorgándose, eso sí, preferencia a hijos y parientes de muertos en servicio. Los primeros coroneles de estos regimientos en este nuevo pie de 1755, eran coroneles de regimientos ya existentes, con sus nombres españolizados como Félix Jerónimo Buch, José Ulrico de Reding y Carlos de Reding, denominándose los regimientos respectivamente Buch, Reding Mayor y Reding el Joven. Las tropas de los dos regimientos de Reding eran originarias del cantón de Schwyz y el de Buch, de Soleure.
Cuando el coronel era sustituido —generalmente, por muerte— el regimiento pasaba a nombrarse con el nombre del coronel, así, el regimiento del cantón de Soleure en 1788, era denominada regimiento Krutter, y los regimientos de Schwyz de José y Carlos Reding, en dicho año eran denominados Herler y Betschart respectivamente, si bien otros miembros de la familia Reding habían ido pasado por su mando.
Las compañías eran propiedad de cada capitán, se mantenía un sistema de pensión a los cantones y la justicia era privativa [la ejercía el coronel] por lo que dicha aportación de tropas seguía teniendo un cierto carácter mercenario o empresarial. El regimiento de Soleure tenía una vinculación contractual con el rey de España a perpetuidad, mientras que los dos regimientos del cantón de Schwitz tenían un contrato temporal, que renovaban cada cierto tiempo, por ejemplo, en 1779 prorrogando el servicio por 20 años más.
En 1742, el príncipe abad del Cantón de San Galo firmó un contrato con el rey de España, teniendo la propiedad del regimiento. En 1758, firmó una nueva capitulación en Lucerna, que renovó en 1779 por 20 años más. Las condiciones eran similares a las contenidas en el Reglamento de Regimientos Suizos de 1755, e idénticas a lo que respecta la orgánica, aunque en otros aspectos diferían, con la peculiaridad evidente de que el acuerdo se realizaba con el abad, que además era príncipe del Imperio en lugar de con los diputados del cantón correspondiente. Los soldados tenían la consideración de suizos naturales si eran súbditos del abad en cualquiera de sus estados, se permitía igualmente la recluta de alemanes y la naturalización.

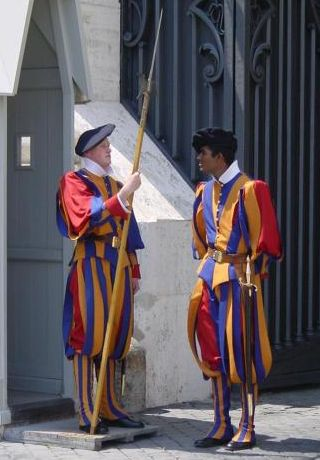
Guardias suizos actuales de la Santa Sede armados con espada y alabarda, las mismas armas que portaban en el.

Como en su contraparte francesa, los suizos lucharon en las filas del ejército español siguiendo generalmente su organización, tácticas y vestuario.

## Contingentes de tropas suizas al servicio de varias naciones europeas en 1748 y 1787
En 1748 había un total de 76 746 soldados al servicio de varios estados, siendo el principal contingente aquel que se hallaba al servicio de Francia con 22 095 soldados. Le seguían el de Holanda, con 20 000, España con 13 000, el Reino de Cerdeña con 10 000 y el de Nápoles con 9000, y la sempiterna Guardia Suiza.
A 25 de septiembre de 1787, había 37 874 soldados suizos en varios ejércitos europeos, siendo el rey de Francia el principal contratante con 14 076 hombres a su servicio. Holanda, con 9800, el Reino de Nápoles con 5834, España con 4868 y el Reino de Cerdeña con 2951 eran los otros usuarios de tropas suizas, junto a la Guardia Suiza del Santo Padre.
Se estima que la población suiza en 1700 era de 1,2 millones de habitantes, mientras que en 1800 había ascendido hasta los 1,7 millones de habitantes, con un ligero descenso al final de las guerras napoleónicas. Se puede apreciar que el esfuerzo en términos demográficos era considerable, estando una buena parte de los hombres en edad de guerrear [18-40 años] expatriada luchando en ejércitos extranjeros.

### Películas
- Schweizer im Spanischen Bürgerkrieg (Los suizos en la guerra civil española), director: Richard Dindo, 1974. En alemán de Suiza con subtítulos en inglés.